# 后置条件
在计算机编程中，后置条件指在执行一段代码后必须成立的条件或谓词。
例如，阶乘的结果应该是大于等于1的整数。

## 在面向对象编程中
面向对象编程中后置条件是契约式设计的一个重要组成部分。契约式设计还包括先决条件 和不变条件的概念。
被调用的子程序以后置条件来反馈给调用者。

### 后置条件与继承
在继承的关系中，继承了子程序的子类必须满足锲约。子类中重新定义的子程序可以加强后置条件，但不能削弱。